# Muntanyes De Long
Les muntanyes De Long (en anglès De Long Mountains són una serralada que es troben al Borough de North Slope, a l'estat d'Alaska, als Estats Units. La serralada es troba a l'oest de la Serralada Brooks i s'estén cap a l'oest cap al Uivaksak Creek i la capçalera del riu Kuna. El nom se li va posar el 1886 en record a l'explorador de l'Àrtida George Washington DeLong (1844–1881). El cim més elevat de la serralada és Black Mountain, amb 1.530 m. Els rius Kokolik i Colville neixen als seus vessants.